# Argas miniatus
Argas miniatus är en fästingart som beskrevs av Koch 1844. Argas miniatus ingår i släktet Argas och familjen mjuka fästingar. Inga underarter finns listade i Catalogue of Life.